# You (singel Special D.)
You – singel niemieckiego DJ–a Special D. wydany w 2004 roku.

## Lista utworów
- CD singel (2004)[1]

1. „You” (Single Edit) – 2:58
2. „You” (Rob Mayth Remix Edit) – 3:27
3. „You” (Club Mix) – 7:02
4. „You” (DJ Bonebreaker Remix) – 6:08
5. „You” (Rob Mayth Remix) – 6:32
6. „Speakerslayer v2.0” – 6:35
7. „TMF Awards Belgium Megamix” – 4:07

## Teledysk
Do utworu powstał teledysk.

## Notowania na listach przebojów
| Kraj              | Lista (2004–2005)   | Najwyższa pozycja |
| ----------------- | ------------------- | ----------------- |
| Holandia          | Single Top 100      | 18                |
| Belgia (Flandria) | Ultratop 50 Singles | 36                |